# ビジネスプロセス
ビジネスプロセス（英: business process）とは、組織の目的を実現するために組織関係者（組織のメンバー）が行う一連のタスクや活動のことである。
事業プロセス（じぎょうプロセス）や事業メソッド（じぎょうメソッド）とも。

## 概要
ビジネス・プロセスは通常、次の3つに分類される:
管理プロセス（en:management_process）
管理プロセスは上級管理職（企業幹部）によって行われるプロセスであり、たとえば戦略管理、予算編成、意思決定、企業統治などのタスクである。
運用プロセス（英: operational processes）
運用プロセスはコアビジネス（en:core_business）つまり「中核事業」や「本業」に当たり、典型的な活動としては調達・製造・宣伝とマーケティング・販売である。ビジネス用語で言う「価値」を生み出し収益をもたらす一連の流れである。
支援プロセス（英: supporting processes）
上述の運営プロセスや管理プロセスを支援する。タスクとしてはたとえば会計（経理）、求人（人事）、組織内の技術サポート、コール・センター業務などである。
ビジネスプロセスは、ミッション目的で始まり、事業目的の達成で終わる。プロセス中心組織は、構造化された部門のバリアに分離され、機能的サイロを避けようとする。
各ビジネスプロセスは、さらに複数のサブプロセスに分割でき、各サブプロセスもそれ自身の属性があるわけだが、上位プロセスの目標を達成するために貢献する。事業プロセスの分析は、典型的には、プロセスのマッピングとアクティビティ・レベルへのサブプロセスを含む。
ビジネスプロセスは、顧客に提供する「価値」の創造のため設計されるものであり、不必要なアクティビティは基本的に含むべきでない。ビジネスプロセスをうまく設計できれば、顧客に提供する価値をより効果的に生み出すことができ、コストを削減でき効率を上げることができる。
ビジネスプロセスをモデル化する技法が多数ある。例えばIDEF3やBPMNは、ワークフローで事業プロセスを描くため使える技法である。

## 歴史

### アダム・スミス
プロセスを記述した最初の1人は、1776年の有名なピン工場の例のアダム・スミスであった。ドゥニ・ディドロの百科全書の記事により奮立たされてスミスは、以下の方法でピンの生産を記述した： 

『1人が、ワイヤーを抜き取り、別のものがそれを直線に伸ばし、3人目がそれを切断し、4人目がそれを尖らせ、5人目にヘッド鵜を作るため頂点を磨く：ヘッドを作るには2つか3つの別のオペレーションを必要である：それをすることは特定の事業である。ピンを漂白するのもうひとつである。そして、ピンを作るという事業は、この方法で、18の別のオペレーションに分けられる、しかし、幾つかの工場で別々の手で実行され、他では時には2人か3人でそれらのを実行するであろう。』

スミスはまた、どのように分業の利用を通してアウトプットが増大させられるかを最初に認識した。スミスが、どのように作業が、特別化された作業員によって実行される、単純タスクのセットに分割されるかを記述する一方で、以前の生産が職人によって支配された社会では、一人の男が生産プロセス中に要求される全てのアクティビティ実行したであろう。スミスの分業の例の結果は、24,000%（原文）生産性の増大に帰着した。すなわち、同じ作業員の数で、分業を導入する前に彼らが生産していたピンの数の240倍を作った。
スミスが分業を提唱しなかったことは注目すべき価値がある。タスク分割の適切なレベルは、生産プロセスの経験的設計を通して定義された。同じ機能的ドメインに限定され、そして製造プロセスにおける直接的シーケンスにあるアクティビティを構成した、スミスのビューとの対照において、今日のプロセス概念は、重要な特徴として横断的機能性を含む。彼の考えの後労働分割は幅広く採用されたが、一方で、ずっと後まで機能的なタスクの統合、横断的機能、プロセスが一つの代替案であると考えられなかった。

### その他の定義
1993年代初期に、米国企業およびそれに続く世界中の会社は、それまでの数十年間で失った彼らの競争力を再度達成しようと試みるリエンジニアリングの概念を採用し始めた。ビジネスプロセス・リエンジニアリングの主な特徴は、事業プロセスに焦点を当てることである。ダベンポート（Davenport：1993)は、（事業）プロセスを以下のように定義した。

『特定の顧客や市場への特定なアウトプットを作りだすため設計されたアクティビティの構造化され、かつ測定されるセット。それは、どんな製品をに焦点を当てた主張に対比して、どのように作業が組織内で行われるかへの強い協調を暗示する。そこでプロセスは、始まりから終わりまで時空を超えて、インプットとアウトプットおよび作業アクティビティの順序が特定化された行動の構造を明確に定義する。...プロセス・アプローチをとることは顧客の視点を採ることを暗示する。プロセスは、組織がその顧客のため価値を作り出すため必要な何かを行うことによる構造である』

この定義は、プロセスが所有しなければならないある種の特長を含む。これらの特徴は、製品の観点（何をするか）に代えて、プロセス（どのように作業が行われるか）の事業ロジックに焦点を当てることで達成される。ダベンポートのプロセスの定義に続いて、我々は、プロセスが境界と、それがより小さな部品から構成されるインプットとアウトプット、プロセス成果物の受取者（顧客）が存在し、プロセス内におかれる変換が顧客価値を付加しなければならない、命令された時間と空間にあるアクティビティの明確な定義を持と結論付することができる。
ハマー（Hammer）とチャンピィ（Champy）の1993年の定義は、ダベンポートのそれのサブセットと考えられる。 彼らはプロセスを以下のように定義した。

『一種類以上のインプットを使い、顧客に価値があるアウトプットを創り出すアクティビティの集合。』

我々が気づくように、ハマーとチャンピィは、より転換指向の認識を持ち、そして（プロセスの境界や時空内でのアクティビティの順序のような）構造的な構成要素により少ない強調をおいている。
ラムラー（Rummler）とブラーエ（Brache）は1995年に、下記を表明した時、組織外の顧客への焦点を明確にカバーした定義を使った。

『事業プロセスは、製品やサービスを造り出すことを意図した一連のステップある。ほとんどのプロセス（...）は、機能横断的で、組織チャート上のボックス間の「空白」にまで及ぶ。幾つかのプロセスは、組織外部の顧客によって受け取られる製品やサービスに帰結する。我々は、これらを基幹プロセスと呼ぶ。その他のプロセスは、外部顧客から見えないプロダクトを創り出すが、事業の効果的管理に必須である。我々はこれらを支援プロセスと呼ぶ。』

上記のプロセスのタイプの2つ（基幹と支援）の区別は、プロセスが直接的に顧客の価値の創造に関わるか、あるいは組織内部のアクティビティに関わるかに依存する。この感覚で、ラムラーとブラーエの定義は、一次的と二次的アクティビティの区分でも構築する、ポーター（Porter）のバリュー・チェーンモデルに沿っている。ラムラーとブラーエに沿って、成功したプロセス・ベース組織の典型的特徴は、顧客指向の基幹プロセスで作られた一次的価値フローにおける二次的アクティビティの不在であった。組織チャートの空白に及ぶプロセスの特徴は、組織的構造のある形式に組み込まれたプロセスであることを示す。また、プロセスは機能横断的でもある。すなわちそれは、複数の事業機能を超えている。
最後に、ヨハンソン（Johansson）による1993年のプロセス定義を考えて見よう 。彼らはプロセスを次のように定義した。

『インプットを使い、それをアウトプットを創るため変換する連結されたアクティビティのセット。理想的に、プロセスで起こる変換は、インプットに価値を付加し、上流または下流の受取者により有用で効果的であるアウトプットを創り出すべきである。』

この定義はまた、アクティビティ間の連結の構成と、プロセス内に置かれる変換も強調する。ヨハンソン他は、プロセスの可能な受取者として価値チェーンの上流部分をも含めている。
上記の4つの定義を要約すると、我々は、事業プロセスの特長を以下のようなリストに編集できる。
定義性それは明確に境界、インプットとアウトプットを明確に定義されなければならない。
順序性それは、それらのおかれた時間と空間に沿って順序づけられたアクティビティから構成されなければならない。
顧客そのプロセスの成果物の受取者、顧客が存在しなければならない。
価値付加プロセス内に置かれる変換は、上流下流を問わず、その受取者への価値を付加しなければならない。
組込性プロセスは、それ自身で存在できず、それは組織的構造に組み込まれなければならない。
機能横断的プロセスは、複数の機能に跨り、規則的に出来るが、必須ではない。
しばしばプロセス・オーナー（すなわちプロセスの性能と継続的改善に責任がある人）もまた必要条件と考えられる。

## プロセス・チェーン
プロセスが単独で存在することは稀である。多くの場合、他のプロセスと相互作用し全体の目標となるアプトプットを生み出している。単一のプロセスのみではなく、繋がったプロセス全体すなわちプロセス・チェーン（プロセスアプローチにおけるシステム）が重要である。プロセスチェーンを考える上ではプロセス間のリソース伝達様式（例: 手動か自動か、どんな形式か）も重要である。

## 4つの主要プロセス改善領域
ここで着目すべきは、そのタスクが手動あるいはコンピュータ化のいずれのクラスであるにかかわらず、それは各タスク（および全体としてのプロセス）が、次の4つの主要領域での継続的改善のビューを伴って、設計されかつ周期的に見直され、改善され、他のタスクで代用されることが重要ある：
1. 有効性
2. 効率性
3. 内部統制
4. 様々な法令や方針への遵守

これらの領域は、下記のように、それらそれぞれにおける代表的欠陥をハイライトすることで説明される：

### 有効性
プロセスの全体的有効性は、そのプロセスから期待されるアウトプットが全て得られていることへの拡張である。そのため、プロセスとその能力の基本的妥当性の最初の基準は、プロセスの使用と運用の論理的で合理的な期待を充たすことである。
例えば、物品調達プロセスを考えてください。その重要なタスクの一つは、タイムリィな物品の配達を確かにする供給者フォローアップのサブプロセスである。もしそれが、フォローアップに関して責任ある購買部門のスタッフが活用のための購買注文状態の報告を正確かつタイムリィに提供しないなら、このようなタスクは有効性が少ないと考えられる。

### 効率性
エンド・ユーザーからの適切に準備された意志の受領の後、注文書を準備し送出の掛る平均時間が容認できないほど高く、顧客配送の遅れと当然な顧客の苦情に導いたのを観察したと想定してください。
エンド・ユーザーの注文書への意思を『変換する』プロセスは、注文書がどうにか作成されていることから効果的ではあるが、しかしそれは、法外な時間と係わっているスタッフの給料コストに関するかなりのコストから、その効率性は大変低い。

### 内部統制
主要な原材料の数量が、規則的に注文され消費されるシナリオにおいて、レートは、一般に1年間である、長期期間のため選ばれ、信頼でき、承認されたベンダとともに固定される。さらに、レートの契約が価格上昇条項を含んでいないとしましょう。これは組織をその期間中の予測できない価格上昇から保護する。そのレート契約データは ERP システムのデータベースに格納される。資材が（配達スケジュールの有無にかかわらず）注文されるときはいつでも、注文書はそのレート契約で完遂されると言及して生成される。内部統制が年間を通して購入レートを一定に保つために存在する。
しかしながら、現在のレート契約に基づた注文書のレートは、異なる値に変えられ、その後注文書が供給元に送られたと想定してください。より高いレートへの変更はより高い金融責任に会社をさらすので、これは内部統制の重大な過失です。さらに、このような注文書のそのレートの編集は、第一にレート契約を持ち更に非上昇条項を含めることによって準備された内部統制を完全に無効にします。もし、供給元に注文書を送る前に、このような注文書修正が実際に認められることを見つけられたなら、内部統制のそれ以上の違反があるでしょう。

### 様々な法令や方針への遵守
コンサルタントやサービス契約者への支払いが法的に源泉から税金を差引いた（源泉徴収）後で行われ、そしてそのような源泉徴収額が、支払いが行われた翌月の特定の日まで銀行における政府国庫口座に預金されなければならない状況が存在する。
このような場合、もし事業プロセスが源泉徴収（T.D.S）のため準備されず、および指定日までに国庫口座内の預金を確認しなかったなら、そこでこれは、関係する経営者の民事／犯罪訴訟への法的義務である法令遵守の課題である。

## 方針、プロセス、および手順
上記の改善領域は、ポリシー、プロセス、および詳細手順（サブ・プロセス／タスク）に等しく適用可能である。より低いレベルでなされたそれらの上により高いレベルでなされるという、改善のカスケード的影響がある。
例えば、もし与件のポリシーをよりよいものに置き換える推奨が適切な妥当性を伴って行われ、それが事業プロセスのオーナーによって原則として受け入れられたなら、結果として起こるプロセスと手順における対応する変更は、その方針変更の実装を可能にするため当然に続くであろう。

## 手動／管理 対 コンピュータ・ベース内部統制
内部統制は、マニュアル／管理プロセス・ステップ、あるいはコンピュータ・システム手続きに組み込まれ得る。
これらの統制は、自動的であり、それらが事業システム・ソフトウエアの設計に組み込まれており、常に試されることから、可能な限り多くのシステム統制に組み込むことが賢明である。例えば、許された許容パーセントより大きな発注量を超えた受領原材料の入力を防ぐエラー・メッセージが常に表示され、そしてそのような数量の入力からシステム・ユーザを保護するでしょう。
しかしながら、実用性、（それが意味するときはいつでも）『柔軟』であるべきニーズ、事業ドメイン知識と経験の不足、ソフトウエアの設計／作成における難しさ、ソフトウエア開発／変更のコスト、コントロールを提供するコンピュータ化されたシステムの無能さなどのさまざまな理由のため、必要であると考えられるすべての内部統制がしばしば事業システムおよびソフトウエアに組み込めない。
シナリオ、マニュアル、管理プロセスのようなコンピュータ・システム外の統制は、明確に文書化され、強制され、そして恒常的に試されるべきである。例えば、物質システム・データベースの項目マスター・テーブルに新規レコードを作成するデータを入力する間に、システムがその項目記述フィールドを越えて提供できる唯一の内部統制は、ユーザーに記述をブランクに残すことを許さない、すなわち、項目記述を必須フィールドとして設定する。明らかにシステムは、その記述が不当なつづりで不適用で非常識などでユーザーに罰を課せない。
システム・ベース内部統制の不在において、その項目生成プロセスは、責任ある幹部による、新規項目の入力されたすべてのフィールドの、その項目データの入力シートとともにシステムからとられた印刷と比較することによる、詳細なチェックを通して適切な管理的統制と、その項目記述（およびシステム統制ができない他の同類名フィールド）でのあらゆる訂正機会の保障を含まなければならない。
最後であるが決して軽んずべきでない、効果的マニュアル、管理コントロールの導入は、そのような統制が最初に試されることを確かにするため、より上位権限による優先で周期的なチェックを通常必要とする。

## 事業プロセス実行のための本質的基盤としての情報報告
事業プロセスは、効果的行動を確かにするため、最新で正確な情報報告を含まねばならない。この例には、上記の有効性のセクションで記述されたように、供給者の配達フォローアップのため購買オーダー状態報告の利用可能性である。可能な事業プロセスすべてにこの例の多くがあります。
生産からのほかの例には、現場で起こるライン逸脱の分析プロセスである。このプロセスは、逸脱をコントロールする補正行動を採り、そして許容可能な限界内にそれらを保つマネージメントのための要因別逸脱の体系的な周期的分析と、主要な要因とそれらの要因の傾向を指摘する適切な情報報告での結果の提示を含むべきである。このようなライン逸脱イベントの分析と要約のプロセスは、それが起きたときの個別の逸脱毎に単にその要因を探求するプロセスより明らかに優れている。
事業プロセス・オーナーと要員は、プロセス改善が、しばしば適切なトランザクション、運用、ハイライト、例外またはM.I.S.報告（これらが日々または周期的意思決定のため意識的に使われるなら）の導入で起きることを悟るべきである。これを理解することは、有用で適切な報告システムを導入することによって、事業プロセスの改善で時間とその他の資源を投資する、望ましい自発的意思になるであろう。

## 理論と概念のサポート
フレデリック・テイラーは科学的管理法の概念を開発した。その概念は、事業プロセスを巡る理論と実践に適切な分業の局面を含む。Taylorの科学的マネージメント概念の局面に関係する事業プロセスは、ビジネスプロセス・リエンジニアリングにおける文献で論じられる。 

### 統制のスパン
統制のスパンとは、構造的組織内で監督が管理する部下の数である。事業プロセス概念の導入は、組織の構造的要素と更に統制のスパンへの考えられる影響を持つ。
市場として組織化されない大きな組織は、小さい単位で組織化されることが必要である－デパート－異なる原理に沿って定義される。

### 情報管理の概念
情報管理とそれに関係する組織設計戦略は、事業プロセス概念の理論的コーナーストーンである。